# 赤城镇 (蓬溪县)
赤城镇，是中华人民共和国四川省遂宁市蓬溪县下辖的一个乡镇级行政单位。2019年9月，撤销下东乡，将其所属行政区域划归赤城镇管辖。

## 行政区划
赤城镇下辖以下地区：
南北街社区、东街社区、上河街社区、中河街社区、下河街社区、西街社区、顺东街社区、玉泉社区、油房沟社区、滨湖社区、屏风村、莲珠桥村、大石桥村、福光村、任家桥村、梨园村、普安村、打铁垭村、唐家沟村、长发店村、下店子村、天灯堰村、周家店村、长兴村、凉风垭村、禹城村、金仙村、白毛沟村、五雷寨村、响堂沟村和两河口村、青凉社区、水口村、长青村、长沟村、长岗村、高石梯村、龙门垭村、金山村、木沉沟村、青莲村、高嘴村、紫荆村、水楼村、金凤滩村、仁和村、郭家坡村、长虹村、黑垭村、双狮村、紫槽村和花果村。